# Haplophthalmus litoralis
Haplophthalmus litoralis är en kräftdjursart som beskrevs av Karl Wilhelm Verhoeff 1952. Haplophthalmus litoralis ingår i släktet Haplophthalmus och familjen Trichoniscidae. Inga underarter finns listade i Catalogue of Life.